# 劉煥 (萬曆進士)
劉煥（1548年—？），字文華，號顯齋，河南歸德府睢州人，民籍，明朝政治人物。

## 生平
隆庆元年（1567年）丁卯科河南鄉試第四十六名。萬曆八年（1580年）庚辰科進士第三甲第六十三名。兵部觀政，本年授濬縣知县，十三年升南京刑部主事，十五年升南京户部郎中，萬曆二十年（1592年）任浙江湖州府知府，二十二年丁憂去職。二十七年补嚴州府知府。三十一年升本省副使，備兵台州，三十六年升陕西右参政，分守关内，三十七年致仕。

## 家族
曾祖劉翱，赠评事；祖父劉瀾，儒官；父劉一陽，增廣生，封郎中。母柳氏；繼母丁氏。严侍下。兄登元。弟劉炳、劉焯、劉燧。